# Cap del fèmur
El cap del fèmur dit popularment ballador de l'anca és la part superior o còndil, protuberància de l'epífisi (o extrem) superior del fèmur i és per on l'os s'articula amb l'os coxal o pelvis. El cap femoral es connecta amb el coll anatòmic del fèmur i permet els clàssics moviments de l'os. El cap del fèmur presenta forma d'una esfera en els seus dos terços de superfície, és llisa, i està recoberta de cartílag articular per la seva funció: encaixar en la cavitat cotiloide del coxal, conformant així l'articulació coxofemoral. Projectant-se del coll del fèmur, el cap femoral té una direcció cap amunt, cap a la línia mitjana i lleument cap endavant.
El lligament rodó de l'articulació coxofemoral s'insereix en una depressió molt pròxima al centre del cap articular: la fosseta del lligament rodó. El cap del fèmur rep irrigació sanguínia per l'artèria del lligament rodó, els vasos retinaculars posterosuperiors, els vasos retinaculars posteroinferioreçs i en menor escala pels vasos del coll femoral.
L'ossificació del fèmur és completa cap a 19 anys al cap femoral.

## Patologia

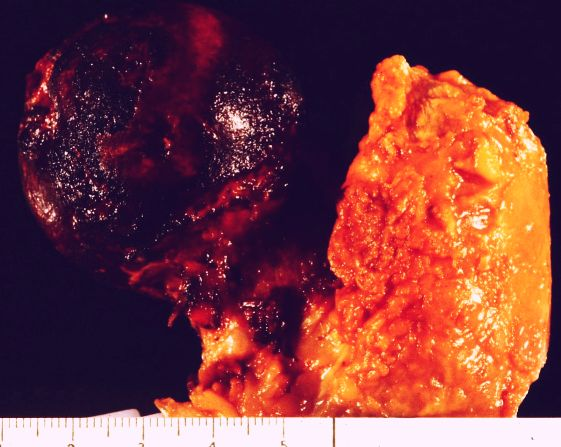
Cap del fèmur en un cas d'amiloïdosi sistèmica

La separació del cap femoral a nivell de la zona de creixement de l'articulació del maluc es coneix com a epifisiòlisi del cap femoral.
Si hi ha una fractura del coll del fèmur, el subministrament de sang a través del lligament rodó es torna crucial. En la cirurgia ortopèdica, el cap del fèmur és important, perquè pot patir una necrosi avascular i consegüentment una osteocondritis dissecant. El cap femoral s'extrau en la cirurgia de reemplaçament total de maluc. La fractura del ballador de l'anca és típica de les persones que tenen osteoporosi. La continuació del cap del fèmur és un dels ossos que més fàcilment es trenca, el coll del fèmur.

## Fraseologia
Quan algú es mou molt, es diu que es meneja més que el ballador de l'anca.